# Sebastian Tarnowski (zm. 1603)
Sebastian Tarnowski herbu Rola (zm. 1603) – koniuszy nadworny królewski, kasztelan konarski sieradzki w latach 1585–1603, starosta kamionacki.
Był członkiem konfederacji generalnej zawiązanej 7 marca 1587 roku. Podpisał pacta conventa Zygmunta III Wazy w 1587 roku. W 1587 roku podpisał reces, sankcjonujący wybór Zygmunta III Wazy.